# Ricardo Sáenz de Ynestrillas Pérez
Ricardo Sáenz de Ynestrillas Pérez (* 30. November 1965 in Madrid) ist ein spanischer nationalsyndikalistischer Politiker.
Sáenz de Ynestrillas Peréz wurde 1965 als Sohn des später am geplanten Putschversuch „Operación Galaxia“ teilnehmenden und von der baskischen Untergrundorganisation ETA ermordeten Militärs Ricardo Sáenz de Ynestrillas Martínez geboren. Schon im Alter von elf Jahren trat er der Jugendorganisation der rechtsextremen Organisation Fuerza Nueva bei.
Mit einem seiner Brüder versuchte er am toledanischen Sitz der Volkspartei UCD einen Brandsatz zu legen. 1983 überfiel er zwei Polizisten, die ihn und zwei weitere Nationalsyndikalisten kontrollieren wollten, mit Maschinenpistolen.
Sáenz de Ynestrillas wurde 1993 wegen des Mordes des baskischen Abgeordneten Josu Muguruza (Partei Herri Batasuna) von 1989 und Anschlägen gegen Einrichtungen von Herri Batasuna zusammen mit dem Polizisten Ángel Duce angeklagt. Duce hatte Sáenz de Ynestrillas zu Beginn des Verfahrens noch als Mittäter bezeichnet, ihn jedoch vor Gericht entlastet. Zwei der drei Richter stuften die anfänglichen Aussagen Duces als unglaubwürdig ein und sprachen Sáenz de Ynestrillas frei.
In den 1990er Jahren gründete er mehrere rechtsextreme Parteien, darunter die Alianza por la Unidad Nacional, welche 2005 unter dem Namen Alianza Nacional wiederbelebt wurde.
Das Oberste Gericht (Tribunal Supremo) bestätigte 2001 die Verurteilung Sáenz de Ynestrillas' zu sieben Jahren Freiheitsstrafe wegen versuchter Tötung im Drogenmilieu.
Nach seiner Haftentlassung ist er wieder als Rechtsanwalt tätig. Er ist weiterhin in verschiedenen neofaschistischen Organisationen tätig.

## Weblink
- Blog von Sáenz de Ynestrillas

| Personendaten    | Personendaten                                  |
| ---------------- | ---------------------------------------------- |
| NAME             | Sáenz de Ynestrillas Pérez, Ricardo            |
| KURZBESCHREIBUNG | spanischer nationalsyndikalistischer Politiker |
| GEBURTSDATUM     | 30. November 1965                              |
| GEBURTSORT       | Madrid                                         |